# Денисов, Георгий Михайлович
Денисов Георгий Михайлович (1 сентября 1917, Темрюк, Краснодарский край — 2002, Мытищи, Московская область) — лётчик-штурмовик 683-го штурмового авиационного полка 335-я штурмовая авиационная дивизия, Герой Советского Союза.

## Биография
Родился в 1917 году в семье рабочего. Член КПСС с 1941. Образование среднее. В Советской Армии с 1936 года. В 1939 окончил Сталинградское военно-авиационное училище. На фронтах Великой Отечественной войны с мая 1943. Заместитель командира 683-го штурмового авиаполка (335-я штурмовая авиационная дивизия, 3-я воздушная армия, 3-й Белорусский фронт) майор. К апрелю 1945 совершил 150 боевых вылетов на штурмовку переднего края обороны, артиллерийских позиций, скоплений живой силы и техники противника. Звание Героя Советского Союза присвоено 29 июня 1945. После войны служил в ВВС. В 1956 окончил Военную академию Генштаба. С 1974 Генерал-майор авиации Денисов — в запасе. Жил и работал в Киеве. С 1995 года жил в г. Мытищи. Умер в 2002 году.

## Награды
Награждён орденом Ленина, 4 орденами Красного Знамени, орденом Александра Невского, 2 орденами Отечественной войны 1 степени, 2 орденами Красной Звезды, медалями.

## Память

Бюст Г. М. Денисова на аллее Славы города Темрюк

- В городе Темрюк на аллее Славы был установлен бюст Г. М. Денисова.